# Antoine Faivre
Antoine Faivre (Reims, 5 giugno 1934 – Parigi, 19 dicembre 2021) è stato uno storico delle religioni e dell'esoterismo francese.
Fu direttore di studi all'École Pratique des Hautes Études di Parigi.

## Biografia
Fu il primo docente a essere titolare di una cattedra di "Storia dell'esoterismo occidentale" come specialità all'interno della disciplina accademica "Storia delle religioni", all'École Pratique des Hautes Études, in Sorbona. Questa cattedra fu anche la prima in Europa: in seguito ne furono costituite altre due, nelle università di Amsterdam e di Exeter in Inghilterra.
Autore, fin dal 1962, di numerose pubblicazioni nell'ambito dell'esoterismo e della filosofia naturale, diresse diverse riviste quali i Cahiers de Saint-Martin, i Cahiers de l'Hermétisme, Aries. Association pour la Recherche et l'Information sur l'Ésotérisme, e una nuova serie in inglese, Aries. Journal for the Study of Western Esotericism. Fu membro del comitato di redazione della rivista Politica Hermetica e del consiglio scientifico della rivista Suevica.
Fu il direttore per la Francia del CESNUR.
Massone, fu membro della Grande Loge Nationale Française e della Loggia di ricerca "Quator Coronati" di Bayreuth .

## Pubblicazioni
- Les vampires. Essai historique, critique et littéraire, Parigi, Le Terrain vague, 1962
- Kirchberger et l’Illuminisme du XVIIIe siècle, collection « Archives Internationales d’Histoire des Idées », L'Aia, Nijhoff, 1966
- Eckartshausen et la théosophie chrétienne, Parigi, Klincksieck, 1969 (réédition avec une préface de Jean-Marc Vivenza, Hyères, La Pierre Philosophale, 2016)
- L’ésotérisme au XVIIIe siècle en France et en Allemagne, La Table d’Émeraude, Seghers, 1973
- Mystiques, théosophes et illuminés au siècle des lumières, Hildesheim, Olms, 1976
- Toison d'or et alchimie, Milano, Archè, 1990.
- Philosophie de la nature (physique sacrée et théosophie, XVIII-XIX siècles), Parigi, Albin Michel, 1996.
- The Eternal Hermes. From Greek God to Alchemical Magus, Grand Rapids, Phanes Press, 1996. Edizione italiana: I volti di Ermete, Roma, Atanor, 2001.
- Accès de l'ésotérisme occidental, Parigi, Gallimard (« Bibliothèque des sciences humaines »), 1986-1996 (due volumi).
- L'ésotérisme, Parigi, PUF, « Que sais-je ? », 1992. Edizione italiana: L'esoterismo: storia e significati, Carnago: SugarCo, 1992.
- L'esoterismo occidentale. Metodi, temi, immagini, Brescia: Morcelliana, 2012, a cura di Francesco Baroni.
- De Londres à Saint-Pétersbourg. Carl Friedrich Tieman (1743-1802) aux carrefours des courants illuministes et maçonniques, Milano, Archè, 2018

## Cultura di massa
Manuela Maddamma, che ha studiato a Parigi storia dell'esoterismo, si è ispirata a lui per il personaggio del professor Faiville nel romanzo giallo storico-esoterico Lascia che guardi.